# Будаївське городище
Замковище Будаївка — фортифікаційна споруда, що розташована в центрі міста Боярка в Фастівському районі Київської області Україна.є пагорбом, на якому зараз стоїть місцева Свято-Михайлівська церква і розміщений старий цвинтар. Розмір та форма свідчать про штучне походження пагорба, та дають підстави розглядати його як оборонний об'єкт, який в ті часи називали - весь (вісь). Це городище охороняється державою, як історична пам'ятка.

## Історія
У книзі Л. Похилевича «Краєзнавчі праці» є такі відомості про дане городище: «Маєток цей обмежований самим князем Острозьким Костянтином Костянтиновичем, володарем на той час Білогородським, який, виїхавши на землю глевахську, «сам її рубежами обвів і на лист написав, давши монастирю літа Христового 1586, жовтня 20 (29 за теперішнім григоріанським календарем)». Межі їм призначено таким чином: «почавши від самої річки Віти нижче греблі долиною до дороги білоцерківської; дорогою до могили, яка вправо при тій же дорозі на Білокняжому полі і на Глевахському ґрунті. Від могили полем мимо копця, що вліво проти Богушева оборка вгору річки Оленівки; Оленівкою в річку Бобрицю і Бобрицею на низ. Від Бобриці потім взявши вгору річкою Глевахою - межа йде в річку Бобредь; Бобреддю до валу під городище Будаївку прийшла.Валом в ліс аж до другого кінця того ж валу. Звідти в Червлену Руду в долину. Рудою в річку Віту; Вітою на низ знову до того ж місця - до долини нижче вітської греблі, де починалася межа».

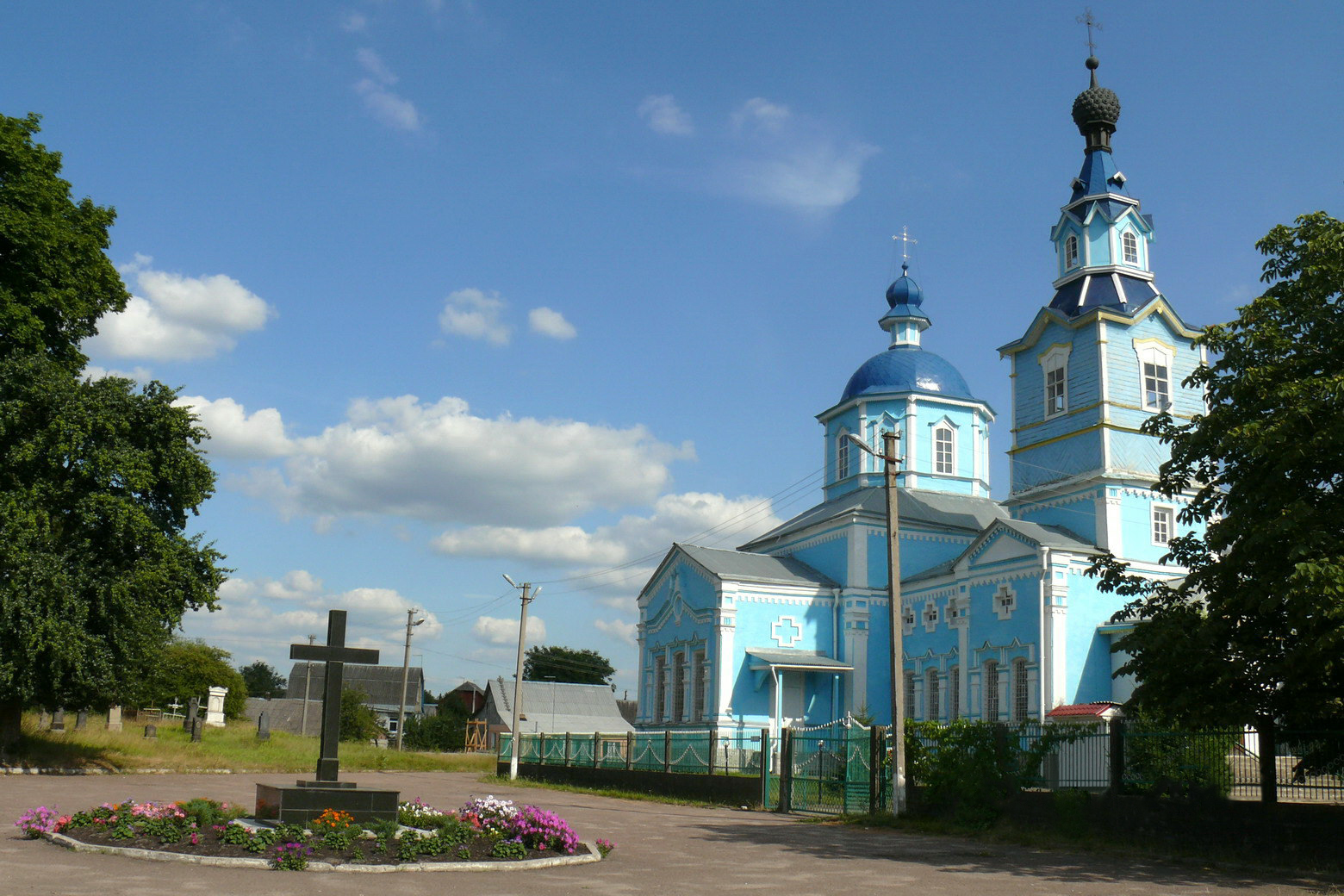
Боярка. Свято-Михайлівська церква

Біля городища розрослося село Будаївка, згадка про яке в історичних документах відноситься до початку XVI ст. Тоді ця територія перебувала під владою Великого князівства Литовського, а після Люблінської унії 1569 року воно увійшло до складу Речі Посполитої. Будаївку деякий час тримали князі Корецькі, які володіли Білогородкою. Після обстеження будаївських земель князь Острозький зробив опис і в 1586 році король Речі Посполитої Стефан Баторій повернув землі Києво-Печерському монастирю, які з згідно Ставропігійної грамоти Андрія Боголюбського належали монастирю з 1159 року..
Як випливає з документів першої половини та середини XVIII століття, багато сіл навколо Будаївки належали київським монастирям. Регіональним центром навколишніх земель було місто Васильків. Будаївка належала підрозділу Києво-Печерської лаври — Больницькому монастирю при Троїцькій Надбрамна церкві. У першій половині XVIII століття село почало відроджуватися, зокрема, на пагорбі-дитинці над річкою Притвіркою з'явилася церква на честь Воскресіння Господнього. 1745 року є відомості про наміри щодо її побудови, а 1756 року була проведена інвентаризація нової церкви. Щоправда, перший постійний священик з'явився лише близько 1757 року; ним став киянин Федір Каленівський. Про зовнішній вигляд церкви ніяких відомостей не збереглося. Вже через 10 років будаївська церква згадується під назвою св. Жінок-Мироносиць.

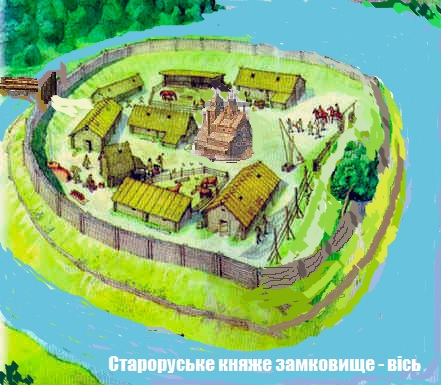
Вісь, замковище - споруда у фінів та полян на берегах річок та серед боліт для захисту від набігів степовиків

Існує версія народження Володимира Великого на Київщині в селі Будаївка (нині Боярка, Київської області) де знаходиться замковище - вісь, оточена штучним руслом, відведеним від колишньої річки Бобредь. Замковище перейшло у спадок Києво-Печерському монастирю.